# Montejaque
Montejaque est une commune de la communauté autonome d'Andalousie, dans la province de Malaga, en Espagne.

## Géographie

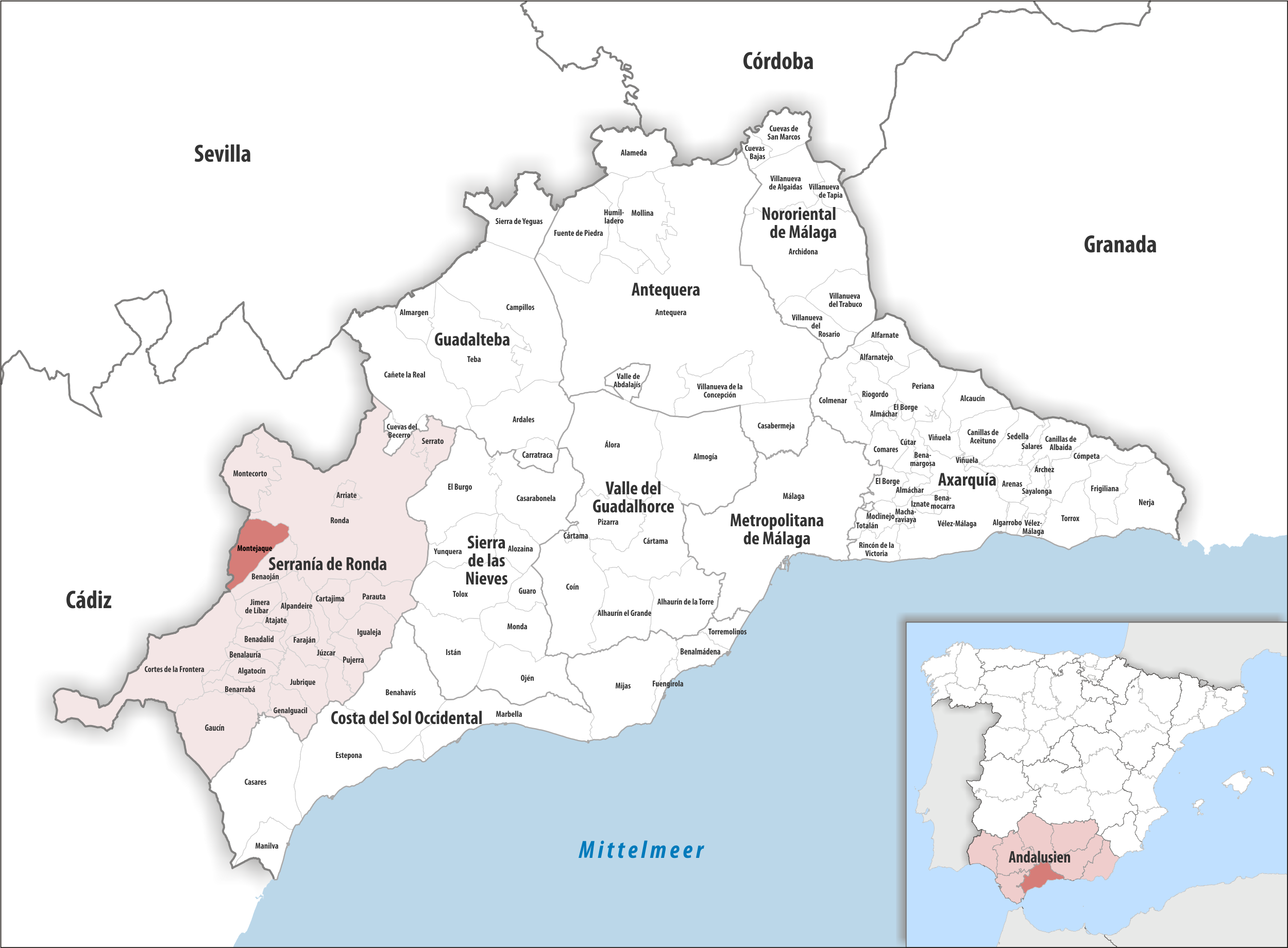
Montejaque dans la province de Malaga / en Andalousie

### Localisation
La commune de Montejaque se trouve en bordure ouest de la comarque de Serranía de Ronda (province de Malaga), jouxtant la province de Cadix. C'est la seule commune de la province de Malaga à être entièrement incluse dans le parc naturel de la Sierra de Grazalema.
Malaga est à 120 km à l'est (avec un assez grand détour par le nord-est qui évite les petites routes de montagne passant entre les sommets du parc national de la Sierra de las Nieves) ; Gibraltar à 100 km au sud.

### Transports
Montejaque a une gare.

## Description
Montejaque est un village de montagne et, surtout dans la partie haute, un "village blanc" typique : rues escarpées et étroites, maisons blanchies à la chaux avec des toits couverts à la manière arabe.
Le quartier inférieur a des rues modernes ; il inclut l'église paroissiale de San Juan.

## Histoire
Le nom du village vient de l'arabe 'Monte-Xaquez', qui signifie 'Montagne Perdue'. Ce nom est un écho de son passé florissant pendant le règne arabe d'Al-Andalus, quand un alcazar dominait la sierra. Bien que cet alcazar ait disparu avec le temps, l'influence arabe reste vivante dans l'architecture et la culture du village.
En plus de son héritage arabe, Montejaque abrite également des vestiges romains, dont un pont sur la rivière Campobuche, qui témoigne d'une période encore plus ancienne dans l'histoire du village.
Avec l'entrée des armées chrétiennes et l'expulsion des morisques, Montejaque a été remis au Comte de Benavente, qui a été nommé Seigneur de Montejaque et Benaoján. Ce changement de mains a marqué le début d'une nouvelle ère dans l'histoire de Montejaque.
L'histoire de Montejaque est également marquée par la bravoure et le courage de ses habitants. Pendant la guerre d'indépendance contre la France, les résidents de Montejaque et des environs se sont unis pour former une armée de 250 personnes. Malgré leur infériorité numérique, ils ont combattu et gagné contre 700 soldats français. Cet épisode est un témoignage de la résistance et de l'esprit indomptable du peuple de Montejaque

## Administration
| Période                                  | Période | Identité | Étiquette | Qualité |
| ---------------------------------------- | ------- | -------- | --------- | ------- |
| N/A                                      | N/A     | N/A      | N/A       | Maire   |
| Les données manquantes sont à compléter. |         |          |           |         |

## Culture et patrimoine

### La Plaza de la Constitución
Au cœur de Montejaque se trouve la Plaza de la Constitución, un lieu de rencontre pour les habitants.

### Église de Santiago el Mayor
L'église de Santiago el Mayor, du XVIe siècle, a une façade impressionnante et un intérieur richement décoré.

### Fuente Vieja
Ce lavoir transformé en musée est un rappel de la façon dont on lavait le linge il y a des années à Montejaque.

### Centre d'Interprétation de la Spéléologie
Situé au centre de Montejaque, le Centre d'Interprétation de la Spéléologie permet d'aborder la géologie karstique et l'histoire des montagnes environnantes par différents moyens : panneaux d'information, vitrines avec des échantillons de roches, des restes de céramique, des preuves d'industrie lithique, des vestiges paléoanthropologiques et des présentations audiovisuelles.
Le centre héberge aussi le Point d'Information du Parc Naturel "Sierra de Grazalema", qui fournit aux visiteurs une grande quantité d'informations sur ce parc et sa riche biodiversité.

## Fêtes et festivals populaires
Montejaque organise plusieurs foires et fêtes populaires, une occasion de rencontrer les gens du cru et d'approcher la culture et les traditions de la région.

### Foire de Mai
La Foire d'Été, qui se déroule généralement dans la seconde moitié de mai, est l'un des événements les plus attendus de l'année à Montejaque. Cette foire est une explosion de couleurs, de musiques et de danses, avec concerts de musique en direct, compétitions sportives et jeux traditionnels.[réf. nécessaire]

### La Bataille du Pont
La "Bataille du Pont" est une fête unique de Montejaque. Elle se célèbre chaque année, généralement à la fin de septembre. Les gens du pays recréent une bataille historique contre l'armée française pendant la guerre d'indépendance. C'est une occasion d'honorer les courageux habitants de Montejaque qui se sont battus pour leur village, mais aussi pour les visiteurs d'aborder cet épisode important de l'histoire de l'Espagne.[réf. nécessaire]

## Gastronomie
Produits Locaux
L'huile d'olive vierge extra est produite à partir des olives cultivées dans les environs du village, qui fournissent aussi fromages et des charcuteries artisanales.[réf. nécessaire]